# Cambridge Bay
Cambridge Bay (iu. Iqaluktuuttiaq) – miejscowość na terytorium Nunavut w Kanadzie. Jest stolicą regionu Kitikmeot. Leży na Wyspie Wiktorii, w jej południowo-wschodniej części, nad Cieśniną Dease. Znajduje się w strefie klimatu polarnego. Najniższa zanotowana temperatura wyniosła -52,8 °C, a najwyższa 28,9 °C.
Osada posiada lotnisko. W 2011 roku liczyła 1608 mieszkańców.